# Карлщейн (замък)
Замъкът Карлщейн (на чешки: Hrad Karlštejn; на немски: Karlstein, известен и като Ка́рлув Тин, на чешки: Karlův Týn) – готически замък, издигнат от император Карл IV в XIV век на 28 км югозападно от Прага в днешна Чехия. Украсен от най-добрите имперски майстори, Карлщейн е сред най-представителните крепости и е бил предназначен за съхраняване на имперските регалии – символите на властта на Карл Велики над Европейската му империя. Замъкът е издигнат на терасите на 72-метрова варовикова скала над река Бероунка.

## Строителство
Замъкът е назован в чест на основателя си Карл IV, крал на Бохемия и император на Свещената Римска империя, като основния камък полага архиепископа на Прага Арнощ от Пардубице. Основан през 1348 година като лятна резиденция, непристъпността и представителността му правят Карлщейн подходящ за имперска съкровищница. Днес основни забележителности на замъка са църквата на Дева Мария със стенописите, Екатеринината капела с готическите витражи и параклисът Свети Кръст с изображенията на пророци и светии от майстер Теодорик – императорския отговор на Сент-Шапел в Париж.

## Събития
През Хуситските войни и през Тридесетгодишната война замъкът е обсаждан, но въпреки дълготрайните няколкомесечни обсади Карлщейн остава непревзет. Сигизмунд Люксембургски мести съкровищата на короната и замъкът е използван за имперски архив. В края на 16 век, дворцовите покои са преоборудвани в ренесансов стил, но след 1625 г. започва упадък на сградата, свързан с името на императрица Елеонора (съпруга на Фердинанд II), която отдава Карлщейн в залог на чешкия аристократ Ян Кавка и по този начин Карлщейн преминава в частни ръце. По-късно вдовицата на император Леополд I успява да върне замъка като кралска собственост, изплащайки залога. Императрица Мария Терезия предава замъка във владение на Храдчанския пансион за благородни девици, който се смята за последния собственик на обекта до прехода му в държавна собственост на Чехословакия.
Първите работи по възстановяването Карлщейн извършва император Франц I (тогава в стената на замъка е открито хранилище на скъпоценности от 14 век), а съвременния си облик замъкът придобива след доста свободна реставрация, извършена в периода 1887 – 1905 г. Реставрационните работи в т.нар. стил пуризъм са по концепция на професора от Виенската академия за изкуства Ф. Шмит и са ръководени от ученика му Йозеф Моцкер (след смъртта му през 1899 г. – от съвет от строителни инженери). Резултатите от тази реставрация са критикувани в началото на 20 век, но по-късно в ретроспекция са оценени като израз на своето време. По повод на стогодишнината от смъртта на Моцкер обаче, чешкият архитектурен историк Доброслав Либал отново остро критикува извършените от двамата реставрационни дейности.. През 1962 г. замъкът е обявен за национален паметник на културата, но ЮНЕСКО не признава Карлщейн за обект от световното културно и природно наследство.
Днес замъкът е сред най-популярните туристически обекти в Чехия, с близо 200 000 туристи на година.